# Nico Forster
Nico Forster (* 7. Oktober 1962 in München; † 16. Februar 2010 auf Schloss Guttenburg) war ein deutscher Manager.

## Leben
Forster wuchs in München auf. Er studierte Philosophie, Theaterwissenschaften und Psychologie. Mit 24 Jahren verwendete er das Erbe seines Vaters, um eine Bauernhofruine zu kaufen und in Stand zu setzen. Er war Mitgründer von Drillisch, von 1994 bis 1999 dort Mitglied der Geschäftsleitung und später des Vorstandes der Drillisch AG und dort seit 1999 Aufsichtsratsmitglied.
1997 kaufte er Schloss Guttenburg, das er bis 2002 restaurierte. Im Januar 2005 erwarb er das Wasserschloss Taufkirchen, das bis 2010 renoviert wurde und zu Teilen der Gemeinde zur Verfügung stand.
2010 starb Forster im Alter von 47 Jahren, als er vergeblich auf eine Spenderniere wartete. Er hinterließ seine Lebensgefährtin und drei Kinder. Seine Erben verkauften Schloss Taufkirchen 2016 an die Gemeinde.